# Pawn of Shadows
Chapter 25: Pawn of Shadows (Capítulo 25: La Verdadera Identidad en América Latina, y El Peón de las Sombras en España), es el vigésimo quinto episodio de la primera temporada de la serie de televisión animada Scooby-Doo! Misterios, S. A..
El guion principal fue elaborado por Mitch Watson, mientras Joey Mason se encargó de dibujar el guion gráfico y Curt Geda estuvo a cargo de la dirección general. El episodio fue producido por la compañía Warner Bros. Animation, a manera de secuela de la serie original de Hanna-Barbera Productions, Scooby-Doo ¿dónde estás? (1969).
Se estrenó oficialmente en los Estados Unidos el 19 de julio de 2011 por Cartoon Network. En Hispanoamérica y Brasil, el episodio se estrenó oficialmente el 28 de agosto de 2011 a las 17:00 a través de Cartoon Network.

## Argumento
Hace 20 años la pandilla original Misterios S.A están investigando una antigua iglesia española y encuentran un documento con un dibujo del disco planisferio. Sin notar que son observados por una macabra figura, el fenómeno de Gruta de Cristal.

En el presente, Scooby-Doo y su pandilla se reúnen para desayunar en la estación K-Ghoul. Daphne trata de convencer a su distraído novio de planear el anuncio perfecto de su propuesta de matrimonio, pero Fred está más interesado en una aplicación de su celular que le indica cuando sus trampas son movidas de su lugar en la Máquina del Misterio. Mientras tanto, Vilma analiza cuidadosamente la pieza triangular que encontraron en la mansión Darrow, sin que Angel Dinamita la pueda ayudar, siendo ella Cassidy Williams.

A la mención de una marca de salsa picante por Scooby-Doo, Vilma se da cuenta de que los jeroglíficos en la pieza no son más que palabras en español inversas y se percata de que los libros en el baúl de los Darrow también están escritos al español, antes de ser contactados una vez más por el Señor E. Subiendo el baúl con ellos, los chicos deciden ir a la universidad Darrow, buscando la ayuda del escritor H. P. Hatecraft para ayudarlos a traducir los libros.

En un principio Hatecraft se niega, puesto que está muy ocupado tratando de superar las ventas de las novelas de Regina Wentworth, la famosa autora de la saga "Anochece", un romance de vampiros que al parecer amenazan con acabar con la carrera del escritor de monstruos. Sin más elección la pandilla se ofrece a ayudar al escritor diciéndole cómo se comportan los adolescentes de la actualidad, a cambio de las traducciones.

Preocupados de meterse en problemas con la directora de la universidad Natasha Frenk, los chicos caminan tranquilamente a la Máquina del Misterio hasta que la camioneta explota frente a los ojos de los sorprendidos chicos. De los restos del auto, sale una peligrosa cyber-mujer vestida de cuero, quien exclama, con una voz gutural: «Soy obliteratrix, y tengo un solo propósito: destruir a Misterios, S. A.» mientras ataca violentamente a los chicos por todo el campus de la universidad. Después de escapar, la pandilla descubre que el ataque arruinó la lectura de la novela "Anochece" donde se encontraba la directora.

Mientras tanto, muy lejos de allí, en la guarida del Señor E, Angel Dynamita se preocupa por los chicos ya que cree que el Profesor Pericles está detrás del ataque. Él envía a Ed Máquina a monitorear la situación y le ordena no intervenir a menos que sea absolutamente necesario.

Creyendo que han perdido para siempre su medio de transporte, Fred jura vengar la Máquina del Misterio y empieza a seguirle el rastro, mientras Scooby y Shaggy ayudan a Hatecraft criticando sus primeros borradores. En la biblioteca de la universidad Vilma, Daphne y Fred buscan algunas pistas hasta que oyen el celular de Fred, dando a entender que la Máquina del Misterio sigue viva. Con la ayuda de Hatecraft, los chicos toman prestado un camión que promociona la saga Anochece y se dirigen a la estación de trenes donde son atacados nuevamente por la obliteratrix quien a pesar de caer en una trampa de Fred se las arregla para escapar antes de que la policía llegue. Como consecuencia de ayudar a los chicos con el caso, Hatecraft pierde su trabajo. En otra parte el Profesor Pericles observa con interés las noticias y considera ayudar a la pandilla contra la nueva villana puesto que todavía los necesita vivos. 
Con el baúl de regreso en su posesión los chicos obtienen una nueva pista: al parecer los libros mencionan algo sobre unos vidrios coloridos, que Scooby rápidamente reconoce como los que recoleto con Pericles la vez que la ciudad fue atacada por Afrodita.
En la antigua iglesia española los chicos descubren otro medallón del original Misterios S.A. Poco tiempo después descubren una entrada secreta en el centro de la iglesia. Antes de poder continuar la investigación la obliteratrix aparece de nuevo y derrota a toda la pandilla. No obstante Angel Dynamita acude en el rescate y captura a la obliteratrix con sus artes marciales. Los chicos desenmascan a la villana descubriendo que es ¡Alice May! La chica admite que solo seguía las órdenes del mismo sujeto que la liberó de la cárcel: el Sr. E, quien le ordenó fingir poner en peligro a la pandilla y llamar la atención de Pericles para alejarlo de la pieza que recientemente robó. El Sheriff Stone re-arresta a Alice sin creer en la fuga de la chica y la directora de la universidad le regresa el trabajo a Hatecraft ya que la canción japonesa de su novela "El grito loco de Char Gar Ghotakon la bestia que no tenía nombre" es todo un éxito.
Confundida por su conviniente aparición Daphne le pregunta a Angel como los intercepto tan rápido. Al enfrentar semejante pregunta y sin contar con el apoyo de Vilma, Angel se presenta ante el resto de la pandilla como Cassidy Williams uno de los miembros originales de Misterios S.A. Ella les confiesa que se vio forzada a abandonar cueva cristal junto a sus amigos porque sus respectivas familias y seres cercanos se vieron amenazados después de que encontraron el "mapa". Cassidy les advierte que lo mismo podría sucederles, pero la pandilla se rehúsa a creerle, puesto que les mintió sobre su identidad desde que conocieron el misterio de su desaparición mientras Fred exclama: «Éste misterio no se termina, hasta que nosotros digamos que se termina». Mientras se alejan una desesperada Cassidy les grita que el fenómeno sigue suelto. 
Efectivamente en el interior de la vieja iglesia, el fenómeno comienza recitar un poema amenazador.